# Semjon Michailowitsch Lobow

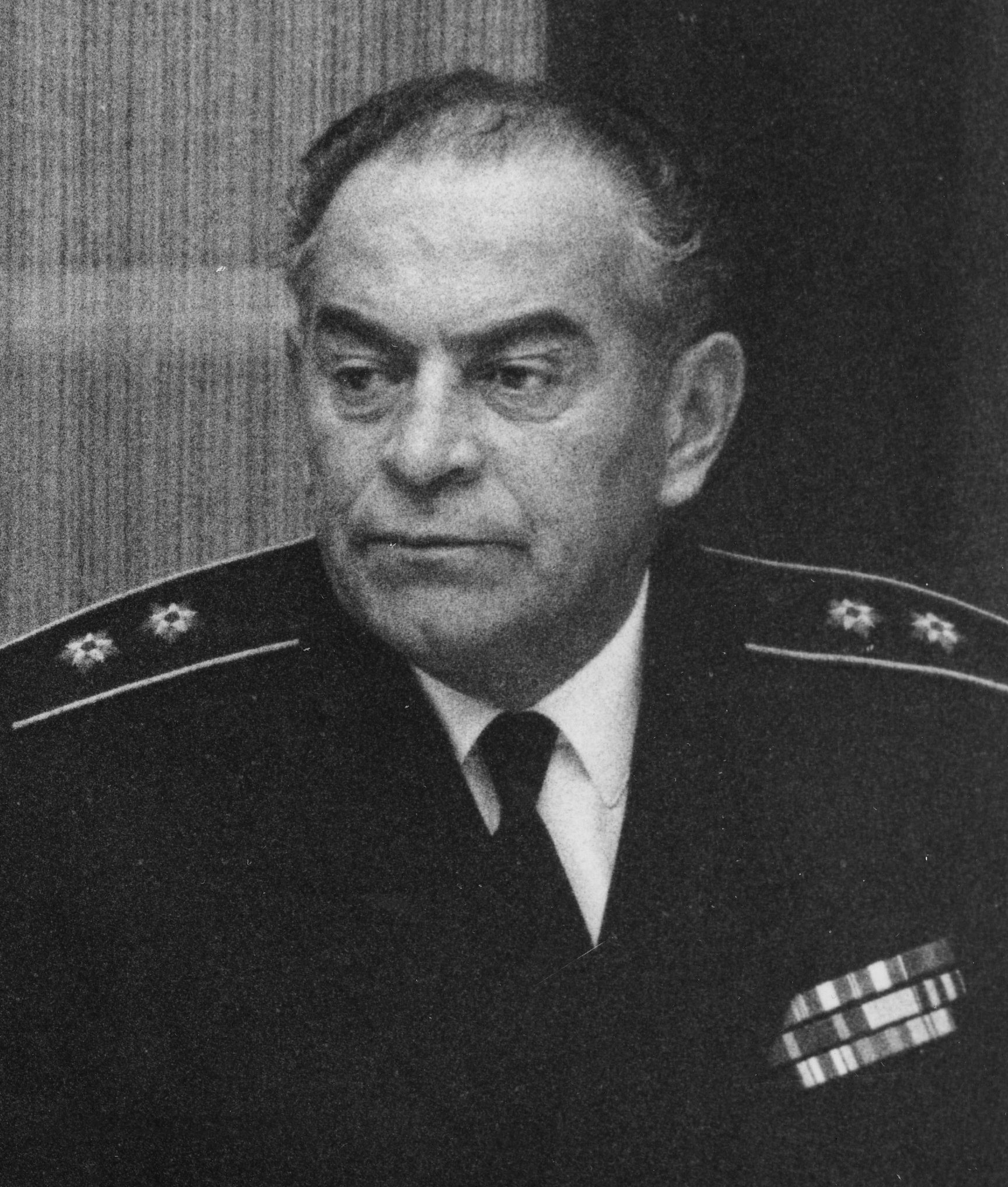
Semjon Michailowitsch Lobow (1964)

Semjon Michailowitsch Lobow (russisch Семён Миха́йлович Ло́бов; * 2. Februarjul. / 15. Februar 1913greg. im Dorf Smolnikowo bei Klin, Gouvernement Moskau, heute Rajon Wolokolamsk, Oblast Moskau; † 12. Juli 1977 in Moskau) war ein sowjetischer Flottenadmiral.

## Leben
Lobow trat 1932 in die Sowjetische Seekriegsflotte ein. Er absolvierte 1937 die Seeoffiziershochschule M.W. Frunse in Sankt Petersburg und begann 1938 seinen Dienst in der Pazifikflotte als Batteriekommandeur auf einem Zerstörer. Von 1939 bis 1946 diente er auf einem Zerstörer als 1. Offizier und Kommandant. 1940 wurde er Mitglied der KPdSU und kämpfte im August 1945 im Pazifikkrieg gegen Japan.
1947 wechselte Lobow zur Schwarzmeerflotte als Kommandeur einer Zerstörerdivision. 1948 wurde er Kommandant der Kreuzers Woroschilow und 1951 des Schlachtschiffs Sewastopol. Nach Beendigung von Kommandeurslehrgängen leitete er ab Dezember 1954 eine Schiffseinheit der Schwarzmeerflotte. Er setzte seinen Dienst ab Oktober 1955 in der Nordflotte fort und wurde Stabschef eines Geschwaders und im Juli 1957 Marinegeschwaderkommandeur der Nordflotte. 1961 absolvierte Lobow die Seekriegsakademie und wurde im Oktober 1961 als 1. Stellvertreter des Kommandeurs der Nordflotte und ab Juni 1964 als deren Kommandeur eingesetzt. Unter Lobows Kommando gingen sowjetische Atom-U-Boote erstmals auf große Fahrt unter dem Eis der Arktis und zum Nordpol oder kreuzten im Mittelmeer.
Im Mai 1972 wurde er Gehilfe des Chefs des Hauptstabes der Sowjetischen Marine und war für die Ausarbeitung neuer Kampfmethoden im Zusammenwirken der unterschiedlichen Flottenkräfte zuständig. Er organisierte die Einführung neuer Schiffe und Kampftechniken in die Flotte und deren Tests. Seiner Verantwortung oblag die Havarie des Atom-U-Bootes K-27.
Von 1966 bis 1976 war Lobow Kandidat des ZK der KPdSU und von 1966 bis 1974 Abgeordneter des Obersten Sowjets der UdSSR. Er lebte in Moskau und wurde nach seinem Tod auf dem Nowodewitschi-Friedhof beigesetzt.

## Auszeichnungen
- Leninorden (2×)
- Orden der Oktoberrevolution
- Rotbannerorden (2×)
- Orden des Vaterländischen Krieges 1. Klasse
- Orden des Roten Sterns (2×)
- weitere Medaillen der UdSSR und Orden anderer Länder

## Ehrungen
- Names eines Raketenkreuzers der Slawa-Klasse